# Otto Schrader
Otto Schrader (ur. 1893, zm. ?) – zbrodniarz hitlerowski, członek załogi niemieckiego obozu koncentracyjnego Mauthausen-Gusen i SS-Oberscharführer.
Członek NSDAP od 1 maja 1937 i Waffen-SS od 12 grudnia 1944. Od 25 lipca 1944 do 11 grudnia 1944 był żołnierzem Luftwaffe. 16 sierpnia 1944 rozpoczął służbę w Wiener-Neudorf, podobozie KL Mauthausen. Początkowo do 30 września 1944 sprawował funkcję kierownika komanda więźniarskiego, następnie jako podoficer w służbach wartowniczych do stycznia 1945 i wreszcie jako sierżant kompanii wartowniczej do 5 maja 1945.
Otto Schrader skazany został w procesie załogi Mauthausen-Gusen (US vs. Ernst Walter Dura i inni) na 2 lata i 7 miesięcy pozbawienia wolności za udział w zbrodniach popełnionych w obozie.